# 5 alfa-reductasa 2
La 5 alfa-reductasa 2, 5α-reductasa tipo 2 (5aR2) es una enzima que transforma la hormona testosterona circulante, y está codificada por el gen SRD5A2. 

## Características
La 5α-reductasa tipo 2 (5aR2) es una de las tres isoenzimas de la 5-alfa reductasa (5aR).

Se encuentra en los tejidos periféricos sensibles a los andrógenos, como la próstata, donde convierte la testosterona en un andrógeno más potente, la dihidrotestosterona.

## Estructura
Es una proteína con una cadena de 254 aminoácidos.

El peso es 28  407  (Da).

Su número es EC:1.3.1.22, un sinónimo es Esteroide 5-alpha-reductasa 2 (S5AR 2).

Los Dominios identificados son:
1. Hélice Transmembrana x5

## Genética
La enzima (5αR2) está codificada por el gen humano SRD5A2.

El SRD5A2 se encuentra ubicado en el cromosoma 2 (humano) en el brazo corto (p) en la banda 23.1 (2p23.1). 

## Función
La 5α-reductasa tipo 2 (5aR2) o 3-oxo-5α-esteroide 4-deshidrogenasa 2 es una Oxidorreductasa que cataliza la conversión de esteroides 3-oxo-delta 4 en la forma 5-alfa correspondiente. 

Transforma la Testosterona en Dihidrotestosterona y la Progesterona en Dihidroprogesterona.

La enzima 5AR2 tiene funciones catabólicas y anabólicas, el interés principal está en su función anabólica primaria, la conversión de testosterona al andrógeno más potente 5α-dihidrotestosterona (DHT).

## Deficiencia de 5αR2 y trastorno DSD
Los bajos niveles o incluso la ausencia en la actividad de la 5αR2 provocan 
la conocida deficiencia de 5α-reductasa 2, que es causa de la afección Desarrollo sexual diferente (DSD 46,XY).